# حيدر أباد (أرزوئية)
حیدر أباد (بالفارسية: حیدرآباد) هي قرية تقع في إيران في Arzuiyeh Rural District. يقدر عدد سكانها بـ 594 نسمة .